# Kurt Seidlitz
Kurt Seidlitz (* 19. November 1937) ist ein ehemaliger deutscher Fußballspieler. Für den SC Lokomotive Leipzig spielte er von 1960 bis 1963 in der DDR-Oberliga, der höchsten Spielklasse im DDR-Fußball.

## Sportliche Laufbahn
Als 22-Jähriger kam Kurt Seidlitz zur Saison 1960 (Kalenderjahr-Spielzeit) zum Oberligisten SC Lokomotive Leipzig. Dort spielte er sich mit 19 Oberligaeinsätzen und sechs erzielten Toren sofort in die Stammelf, in der er hauptsächlich als linker Stürmer aufgeboten wurde. Auf dieser Position spielte er 1961/62 in seinen 24 Oberligaeinsätzen auch am häufigsten und wurde mit seinen neun Treffern hinter Henning Frenzel (20) zweitbester Torschütze seiner Mannschaft. Wegen der Umstellung auf die Sommer/Frühjahr-Saison wurden 39 Punktspiele ausgetragen. Seine letzten Spiele in der DDR-Oberliga bestritt Seidlitz in der Saison 1962/63, die wieder normal mit 26 Runden ausgetragen wurde. Trainer Alfred Kunze setzte ihn in 25 Punktspielen wieder hauptsächlich als Linksaußen ein, und Seidlitz erzielte noch einmal fünf Tore in der Oberliga. Am 9. Dezember 1962 absolvierte er sein einziges Messestädte-Pokalspiel mit der Leipziger Stadtauswahl. Im Entscheidungsspiel der 2. Runde des Messepokals 1962/63 gegen Petrolul Ploiești stand Seidlitz bei der 0:1-Niederlage auf seiner Stammposition in der Leipziger Mannschaft.
Vor Beginn der Spielzeit 1963/64 wurde der Leipziger Spitzensport umfassend verändert. Die Sportklubs Lokomotive und Rotation wurden aufgelöst, und an ihre Stelle trat der neu gegründete SC Leipzig. Die Oberliga-Fußballspieler wurden auf die Fußballsektionen des SC Leipzig und die ebenfalls neu gegründete Betriebssportgemeinschaft (BSG) BSG Chemie Leipzig aufgeteilt, wobei die vermeintlich besten Spieler dem SC Leipzig zugewiesen wurden. Seidlitz war der BSG Chemie zugeteilt worden, kam aber in der Saison 1963/64 nie in den Punktspielen der Oberliga zum Einsatz. Neben zwei Freundschaftsspielen mit der 1. Mannschaft spielte Seidlitz nur in der Reservemannschaft. So leistete er keinen Beitrag zum überraschenden Gewinn der Meisterschaft durch die BSG Chemie. Auch für die Spielzeit 1964/65 wurde Seidlitz wieder für den Fußballkader der Chemiker gemeldet. Er wirkte jedoch nur in fünf der sechs im September/Oktober 1964 ausgetragenen Spiele der Olympiapokal-Runde (Überbrückungsrunde wegen des Olympiafußballturniers) mit und wurde wieder in drei Freundschaftsspielen eingesetzt. Im Sommer 1965 meldete die BSG Chemie Leipzig, dass Kurt Seidlitz seine Laufbahn beendet habe.